# Svartir Sandar
Svartir Sandar (isl. „Schwarze Sande“) ist ein 2011 erschienenes Doppelalbum der isländischen Band Sólstafir.

## Titelliste
Andvari
1. Ljós í stormi – 11:35
2. Fjara – 6:39
3. Þín orð – 6:20
4. Sjúki skugginn – 5:07
5. Æra – 4:53
6. Kukl – 5:08

Gola
1. Melrakkablús – 9:58
2. Draumfari – 3:40
3. Stinningskaldi – 1:15
4. Stormfari – 3:37
5. Svartir sandar – 8:21
6. Djákninn – 10:51

## Rezeption
Das Album erhielt überwiegend gute Kritiken, darunter den Titel "Album des Monats" des deutschen Musikmagazins Metal Hammer. Weitere positive Rezensionen stammen etwa von Allmusic, wo das Album mit vier von fünf Punkten bewertet wurde, und musikreviews.de (14/15 Punkte).
Svartir Sandar erreichte Platz 7 der isländischen und Platz 11 der finnischen Charts. Fjara erreichte Platz 1 der isländischen Singlecharts.

## Aufnahme und Stil
Aufgenommen wurde das Album in einem Tonstudio in einer ehemaligen Schwimmhalle nahe Reykjavík.
Der Stil des Albums wird von Metal Hammer als „Zwielicht aus Pagan, Post Rock, Prog, Psychedelic und Metal“ beschrieben. Musikreviews.de spricht davon, dass es sich nicht um Metal im klassischen Sinne handele und zieht als Fazit, dass es sich bei Svartir Sandar um „das beste nicht-metallische Metal-Album des Jahres“ handele.
Laut Schlagzeuger Guðmundur Óli Pálmason handelt es sich zwar nicht um ein Konzeptalbum; die auf isländischen gesungenen Texte haben jedoch eine Art roten Faden, der von „eine[r] verlorene[n] Seele, die durch eine kalte, schwarze Vulkanlandschaft wandert, und die voll ist von Bedauern und sogar Schuldgefühlen aus der Vergangenheit“ handelt.
Das Artwork stammt vom norwegischen Künstler Kim Holm.